# The Jackie Gleason Show
The Jackie Gleason Show és el nom d'una sèrie de programes de televisió de la xarxa estatunidenca que va protagonitzar Jackie Gleason, que va funcionar entre 1952 i 1970, sota diverses formes.

## Cavalcade of Stars
El 4 de juny de 1949 va protagonitzar el seu primer programa de varietats per la DuMont Television Network sota el títol Cavalcade of Stars. El primer convidat del xou fou el còmic Jack Carter, i posteriorment Jerry Lester. Després que marxés Lester en juny de 1950 (per esdevenir protagonista de la primera sèrie late nite de la NBC Broadway Open House), Gleason que s'havia fet un nom en el sitcom The Life of Riley, va entrar a Cavalcade el 15 de juliol de 1950 i es va convertir en una sensació immediatament.

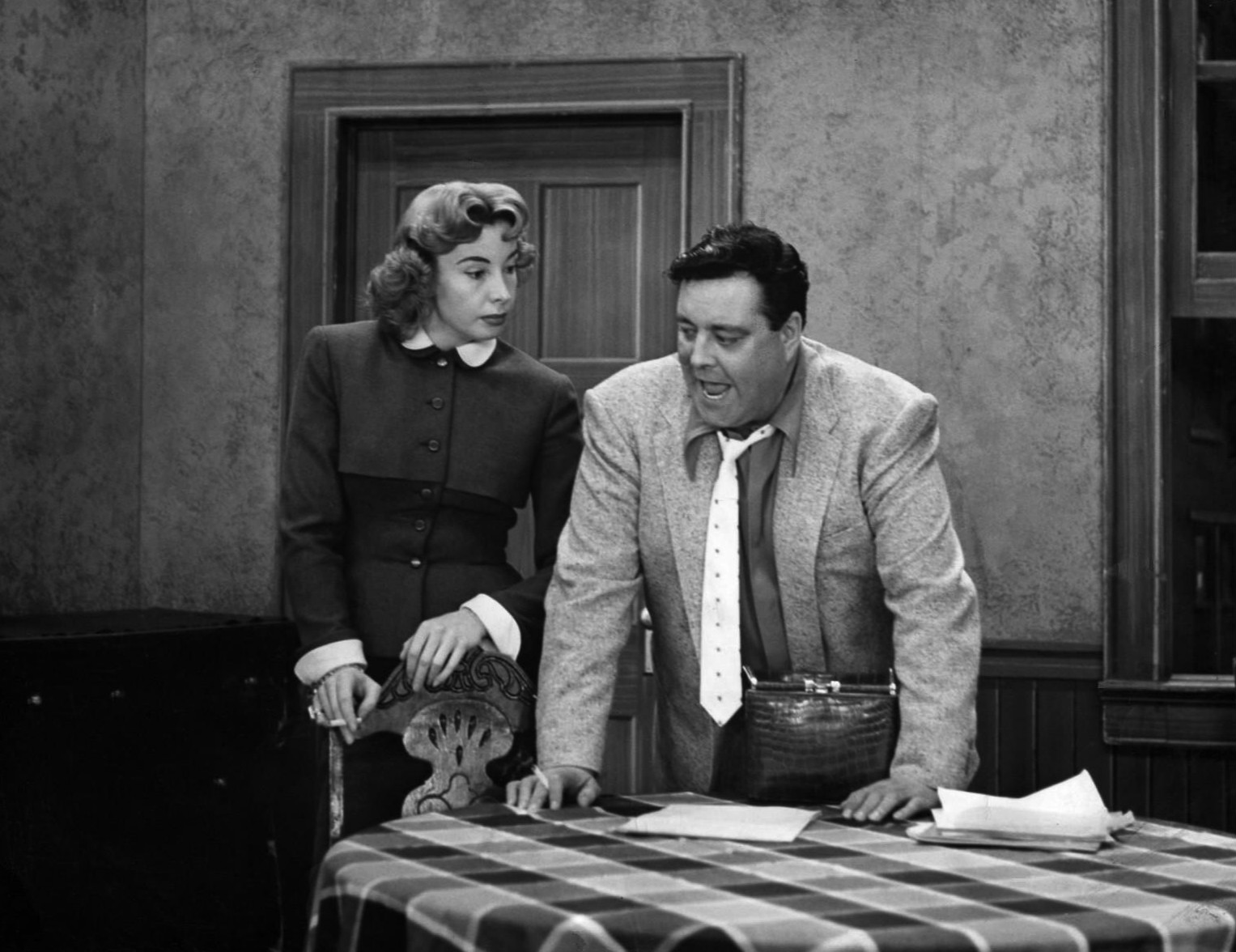
Gleason i Audrey Meadows com a Ralph i Alice Kramden, 1956.

L'espectacle es va emetre en directe davant d'un públic de teatre i va oferir el mateix tipus d'entreteniment comú dels vodevil·listes. Els convidats de Gleason eren intèrprets de l'escena de Nova York com Bert Wheeler, Smith and Dale, Patricia Morison, i Vivian Blaine. El valors de producció era modest, a causa de les penúries de DuMont i un patrocinador econòmic (Quality Drugs, que representava la majoria de farmàcies de la nació).
El 1952, el president de CBS, William S. Paley, va oferir a Gleason un salari considerablement superior. La sèrie va ser anomenadaa "The Jackie Gleason Show" i es va estrenar a CBS Television el 20 de setembre de 1952. Paley va utilitzar la posició del programa a CBS per portar artistes com Frankie Laine, Frankie Avalon, Doris Day, i la guitarrista adolescent Zane Ashton. En 1953 el propi acordionista de l'orquestra de la CBS, John Serry Sr. va fer un cameo.
Mentre que la majoria dels arxius de programes de la DuMont eren destruïts després d'haver-se deixat de difondre, han sobreviscut un nombre sorprenent d'episodis de Cavalcade of Stars, inclosos nombrosos episodis a l'UCLA Film and Television Archive. Additionally, at least 14 Gleason episodes survive at the Paley Center for Media.
En el seu llibre The Forgotten Network, l'autor David Weinstein menciona un aspecte inusual de la xarxa de DuMont. Assenyala que, mentre que Drug Store Productions era tècnicament el patrocinador, al seu torn es van vendre el temps comercial a diverses empreses i productes. Weinstein assenyala això com un primer exemple de la xarxa de televisió dels EUA que s'allunya del sistema de patrocinador únic dels primers anys cinquanta. Cita l'ex-executiu de DuMont, Ted Bergmann, que descriu la versió de DuMont amb sis pauses comercials durant l'hora, i cada interrupció un sol comercial d'un minut.

## Format
L'espectacle obria generalment amb un monòleg de Gleason, seguit de vinyetes còmiques amb Gleason i alguns intèrprets regulars (inclòs Art Carney) i un interludi musical amb les June Taylor Dancers. (Taylor es va convertir posteriorment en la cunyada de Gleason quan es va casar amb la seva germana Marilyn el 1975).
Gleason va representar una sèrie de personatges recurrents, com el playboy milionari Reginald Van Gleason III (el seu favorit), l'amable Joe the Bartender, el fanfarró Charlie Bratten, Rum Dum un dipsomaniac amb mostatxo de morsa, l'efeminat Fenwick Babbitt, el mai casat The Bachelor o el conductor d'autobús de Brooklyn Ralph Kramden
La sèrie va tenir un gran èxit per a la CBS, acabant en el lloc 8 en les Nielsen ratings per a la temporada 1953-1954 i número 2 en 1954-1955. The Jackie Gleason Show també va obtenir nominacions als Premis Emmy a la millor sèrie de varietats en 1953, 1954 i 1955, per a Gleason com a millor estrella en 1954 i 1955, per a Audrey Meadows com a millor actriu secundària en 1954 i 1957, per a Art Carney com a millor actor secundari en 1957, June Taylor per a la millor coreografia el 1956, i millors guió i efectes d'enginyeria el 1955. La sèrie va guanyar els Emmys per Meadows com a millor actriu secundària el 1955, per Carney com a millor actor secundari en 1954 i 1955, i Taylor per a coreografia el 1955. Gleason mai va rebre un Emmy.

## The Jackie Gleason Show(revisió de 1961)
En 1961, Gleason va començar un període decaigut com a amfitrió d'un programa anomenat You're in the Picture, que només va durar un únic episodi, i va ser tan dolent que Gleason va oferir una disculpa en directe als seus espectadors la setmana següent. Compromesos amb omplir una quota d'episodis, Gleason va canviar el nom a la sèrie The Jackie Gleason Show i el va convertir en un programa d'entrevistes, amb entrevistes formals i personalitzades amb Art Carney, Jayne Mansfield, Bobby Darin, i altres amics i celebritats. Només va durar vuit episodis.

## American Scene Magazine, 1962–1965
En 1962, Gleason va tornar al format anterior amb la seva American Scene Magazine. El títol oficial de l'espectacle era novament The Jackie Gleason Show. En el seu primer any, les qualificacions de Gleason van matar la competència: un revitalitzat programa de varietats comèdia-western The Roy Rogers and Dale Evans Show, d'ABC i el drama legal Sam Benedict amb Edmond O'Brien de la NBC.

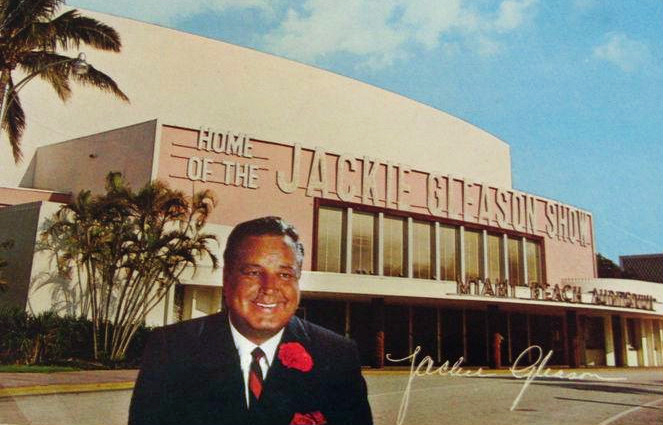
Postal en resposta a les sol·licituds d'entrades després que The Jackie Gleason Show es traslladés a Miami. Vegeu un Gleason molt bronzejat.

American Scene va ser gravada inicialment a la ciutat de Nova York; després de dues temporades, la producció es va traslladar a Miami Beach (1964), per insistència de Jackie. (Això va causar dificultats al locutor Johnny Olson, que tenia diversos llocs de treball com anunciant; Olson va viatjar sovint entre Nova York i Miami per acomodar Gleason.)
Gleason començaria el seu monòleg cada setmana i quedaria sorprès per les jaquetes extravagants que portava el líder del grup Sammy Spear. (Mirant el blasó d'animals estampat de Spear, Gleason va dir: "He sentit parlar de Tiger Rag, però això és ridícul!") Ralph Kramden, Reggie Van Gleason, Poor Soul, i la resta de personatges còmics de Gleason eren atraccions habituals. Frank Fontaine, amb ulls de mussol, el somrient "Crazy" Guggenheim, va protagonitzar Joe the Bartender, delectant als fans amb la seva veu riallera i rialla torpe, i va encantar la seva veu de cantant. Les rutines de coral de June Taylor van reviscolar per a la generació de televisió les formacions de patrons aèries de formacions calidoscòpiques fetes famoses per Busby Berkeley. Durant aquest temps, el programa de Gleason va ser #17 en la temporada 1962-1963 season, #15 a la 1963-1964, #21 a la 1964-1965 i #24 a la 1965-1966.

## The Jackie Gleason Show– 1966
A la tardor de 1966 l'espectacle tornà a ser titulat simplement The Jackie Gleason Show (abandonant el format American Scene), i es quedaria així fins a la seva cancel·lació el 1970. Un component durant aquest període van ser els episodis musicals de lluna de mel, que havien estat provats per primera vegada a l'espectacle de varietats de Gleason durant la temporada 1956-1957. Aquests van ser recollits més tard com The Color Honeymooners, amb Sheila MacRae i Jane Kean com Alice i Trixie, respectivament. El repartiment habitual inclou Art Carney; Milton Berle era una freqüent estrella invitada. L'espectacle fou rodat en color en vídeo al Miami Beach Auditorium (avui anomenat Fillmore al Jackie Gleason Theatre), i Gleason mai no es va cansar de promocionar davant càmera la "capital mundial del sol i la diversió". Les hordes de turistes van prendre consells de Gleason, fomentant l'economia de Florida. Més tard es van gravar especials a l'Olympia Theatre del Gusman Center al llarg de badia Biscaïna al centre de Miami. Els espectacles començaven amb la càmera de televisió davant d'un vaixell que es desplaçava cap a la costa de Miami Beach i acabaven amb Gleason cridant, que "el públic de Miami Beach és el millor públic del món".
Durant aquest període,The Jackie Gleason Show va obtenir tres nominacions als Emmy, per a Carney per una classificació especial el 1966 i per a sèries de varietats i guió el 1967. Carney va guanyar dos Emmys pel seu treball el 1967 i el 1968. La sèrie també es va situar en el número 5 el 1966-1967 i el número 9 en 1967-1968.
Al final de la temporada 1968–1969, The Jackie Gleason Show encara teniar unes qualificacions decents, que el van situar en el número 25 de Nielsens i la CBS el va renovar per a una vuitena temporada. L'any següent portaria un canvi radical a la sèrie: Gleason va fer una dieta rigorosa el 1969 i va perdre aproximadament 60 lliures. Quan el xou va tornar al setembre de 1969, hi havia molta publicitat sobre el nou aspecte més prim de Gleason. Per incorporar la seva pèrdua de pes a l'espectacle, es va explicar que Ralph Kramden també havia fet una dieta i havia perdut pes.
Aquest canvi va resultar ser perjudicial, sobretot perquè Carney havia guanyat pes. Els acudits sobre el pes de Kramden havien estat un fort component d'humor als sketchs Honeymooners. Un Ralph més prim no semblava tan divertit als espectadors i les qualificacions generals del programa van començar a caure. Això es va ajuntar amb el fet que la xarxa CBS estava preocupada per la demografia i volia canviar la seva imatge amb espectacles més urbans (per atraure un públic més jove). En la primavera de 1970 CBS no sols va cancel·lar el programa de Gleason, sinó també The Red Skelton Hour i Petticoat Junction.
A partir de finals de desembre de 1970, CBS va començar a emetre reedicions seleccionades de The Jackie Gleason Show (només amb els episodis en color de Honeymooners) en prime time les nits del diumenge a les 10 p.m que substituïen el Tim Conway Comedy Hour.